# Abbaye de Mottisfont
L'abbaye de Mottisfont (Mottisfont Abbey) est un site historique situé près de Romsey dans le Hampshire en Angleterre.
L'histoire de ce site dans la vallée de la Test remonterait à l'époque saxonne où des rassemblements s'y tenaient. En 1201, William Briwere fonda sur ce site un prieuré, lequel fut par la suite transformé en résidence par William Lord Sandys.
De nos jours, le site appartient au National Trust et est affecté à des fins touristiques. Il possède un jardin potager et est de temps en temps utilisé pour des productions théâtrales lors des mois d'été. À l'intérieur de l'abbaye, il y a un salon décoré par Rex Whistler, ainsi qu'une collection de tableaux de Derek Hill.
Les jardins hébergent la collection nationale britannique de rosiers anciens (avant 1900) ainsi qu'un sentier pour enfants.
Il existe autour du domaine un sentier circulaire de sept miles auquel on peut accéder depuis le parc de stationnement de 9 h à 18 h même quand le reste du domaine est fermé. Les zones boisées du domaine, le bois Spearywell Wood et le Great Copse, ainsi que le parc de stationnement, sont les seules parties dans lesquelles les chiens sont admis.
En 1996-1998, un groupe de géophysiciens a fait des levés dans la pelouse située au sud du bâtiment actuel, sous laquelle se trouve le cloître de l'église, en utilisant une technique appelée résistivité.